# Nikolai Ogariov
Nikolai Platónovitx Ogariov (en rus: Никола́й Плато́нович Огарёв) (Sant Petersburg, 6 de desembre de 1813 - Greenwich, Londres, 12 de juny de 1877) fou un important poeta i periodista rus.

## Biografia
Procedia d'una família de l'antiga noblesa. Des de la infància, i al llarg de tota la vida, va ser íntim amic, i més tard col·laborador, del pensador i polític Aleksandr Herzen. És llegendari el jurament que tots dos varen fer, a llur adolescència, de continuar la lluita per la llibertat començada pels desembristes. Ja universitaris, van ser el centre d'un dels cercles d'estudiants i intel·lectuals moscovites que van tenir un paper tan important en el desenvolupament de la vida ideològica russa dels anys 30. De jove, Ogariov, com Herzen, era seguidor dels socialistes utòpics francesos; més tard evolucionà cap al populisme revolucionari. Després de persecucions diverses, des de 1856 s'exilia definitivament a Europa, on organitza amb Herzen el moviment revolucionari de resistència al tsarisme, tant en el terreny polític com en el cultural.
Des del punt de vista literari, Ogariov, continuador dels desembristes també en aquest terreny, és un poeta romàntic que cultiva la lírica filosòfica de tons pessimistes, però no desesperats, a més de la lírica amorosa i, sobretot a l'exili, la poesia política, pamflets i epigrames. Fins a l'any 1905 el nom d'Ogariov no va poder ser citat en lletra impresa a Rússia.

## Obra
- Què vull? Oh, què? (1844-1847)
- Terra meva, oh entranyable (1858)